# Barbeyaceae
Barbeyaceae é uma família monotípica de plantas com flor da ordem Rosales cujo único género é Barbeya. Por sua vez, o género Barbeya é também um táxon monotípico tendo como única espécie Barbeya oleoides, uma pequena árvore nativa das zonas montanhosas da Etiópia, Somália e Península Arábica.

## Descrição
A espécie Barbeya oleoides é uma pequena árvore, localmente abundante, que tem distribuição natural na zona de transição entre as florestas secas e perenes do bioma Afromontano e as formações de arbustos perenifólios das áreas de menor elevação.
A família Barbeyaceae está intimamente relacionada com a sua associada ecológica no Corno de África, a família Dirachmaceae. Evidências no nível da filogenética molecular demonstraram essa estreita relação filogenética, apesar das óbvias diferenças morfológicas entre as duas famílias, nomeadamente a presença de flores pequenas unissexuais, sem pétalas, em Barbeya, enquanto as flores de Dirachmaceae são caracterizadas por serem hermafroditas com pétalas relativamente grandes.
Barbeya oleoides é uma pequena árvore que se parece com a oliveira. As folhas, sem estípulas, são simples, lanceolada e com nervação peninérvea, com margem lisa. A página inferior é branca e hirsuta. A filotaxia da folhagem é oposta.
A espécie é dioica, com as flores agrupadas lateralmente em inflorescências cimosas, sem brácteas. As flores são pequenas, funcionalmente unissexuais, com simetria radial. As três ou quatro sépalas são fundidas, com as sépalas muito maiores que o tubo do cálice. As pétalas estão ausentes. Nas flores masculinas geralmente há de seis a nove (raramente até doze) estames livres, férteis, com anteras muito curtas. Os grãos de pólen têm três aberturas e são colpados. Geralmente há um carpelo, raramente dois a três carpelos presentes, que são fundidos com o ovário quando mais de um. Cada carpelo contém apenas um óvulo anátropo com placentação apical. Os estiletes são longos e livres. A polinização ocorre através de transporte pelo vento (anemofilia).
O fruto é envolto pelo perianto e ocorre isolado ou em grupos de dois ou três, fundidos pela base. O embrião é bem desenvolvido e recto.

## Filogenia e sistemática
A espécie Barbeya oleoides foi pela primeira vez descrita em 1892 por Georg August Schweinfurth em artigo publicado no Bolletino della Società Botanica Italiana. A primeira publicação do nome genérico Barbeya ocorreu no mesmo ano, e pelo mesmo autor, em artigo publicado em Malpighia, 5, p. 332. A família Barbeyaceae foi proposta por Alfred Barton Rendle em 1916, nas sua obra Flora of Tropical Africa, 6 (2), p. 14.
Esta espécie foi difícil de classificar, tendo sido para ela estabelecida uma ordem monotípica, designada por Barbeyales, ou em alternativa era integrada na ordem Urticales (em Hamamelididae). O advento das técnicas da filogenética molecular levou à sua integração a ordem do Rosales.
Em consequência dos resultados obtidos em estudos de filogenética, a ordem Rosales está dividida em três clados, aos quais não foi atribuído nível taxonómico. No agrupamento, o clado basal consiste da família Rosaceae, com outro clado agrupando 4 famílias, incluindo Elaeagnaceae, e o terceiro clado agrupando as 4 famílias que antes eram consideradas parte da ordem Urticales. Essa configuração corresponde à seguinte árvore filogenética  assente na análise cladística de sequências de DNA, na qual é patente a posição das Barbeyaceae:
|  | Elaeagnaceae                                                 |
|  |                                                              |
|  | \| \| Barbeyaceae \| \| \| \| \| \| Dirachmaceae \| \| \| \| |
|  |                                                              |
|  | Barbeyaceae                                                  |
|  |                                                              |
|  | Dirachmaceae                                                 |
|  |                                                              |

|  | Barbeyaceae  |
|  |              |
|  | Dirachmaceae |
|  |              |

|  | Elaeagnaceae                                                 |
|  |                                                              |
|  | \| \| Barbeyaceae \| \| \| \| \| \| Dirachmaceae \| \| \| \| |
|  |                                                              |
|  | Barbeyaceae                                                  |
|  |                                                              |
|  | Dirachmaceae                                                 |
|  |                                                              |

|  | Barbeyaceae  |
|  |              |
|  | Dirachmaceae |
|  |              |

|  | Cannabaceae                                             |
|  |                                                         |
|  | \| \| Moraceae \| \| \| \| \| \| Urticaceae \| \| \| \| |
|  |                                                         |
|  | Moraceae                                                |
|  |                                                         |
|  | Urticaceae                                              |
|  |                                                         |

|  | Moraceae   |
|  |            |
|  | Urticaceae |
|  |            |

|  | Cannabaceae                                             |
|  |                                                         |
|  | \| \| Moraceae \| \| \| \| \| \| Urticaceae \| \| \| \| |
|  |                                                         |
|  | Moraceae                                                |
|  |                                                         |
|  | Urticaceae                                              |
|  |                                                         |

|  | Moraceae   |
|  |            |
|  | Urticaceae |
|  |            |

|  | Elaeagnaceae                                                 |
|  |                                                              |
|  | \| \| Barbeyaceae \| \| \| \| \| \| Dirachmaceae \| \| \| \| |
|  |                                                              |
|  | Barbeyaceae                                                  |
|  |                                                              |
|  | Dirachmaceae                                                 |
|  |                                                              |

|  | Barbeyaceae  |
|  |              |
|  | Dirachmaceae |
|  |              |

|  | Elaeagnaceae                                                 |
|  |                                                              |
|  | \| \| Barbeyaceae \| \| \| \| \| \| Dirachmaceae \| \| \| \| |
|  |                                                              |
|  | Barbeyaceae                                                  |
|  |                                                              |
|  | Dirachmaceae                                                 |
|  |                                                              |

|  | Barbeyaceae  |
|  |              |
|  | Dirachmaceae |
|  |              |

|  | Cannabaceae                                             |
|  |                                                         |
|  | \| \| Moraceae \| \| \| \| \| \| Urticaceae \| \| \| \| |
|  |                                                         |
|  | Moraceae                                                |
|  |                                                         |
|  | Urticaceae                                              |
|  |                                                         |

|  | Moraceae   |
|  |            |
|  | Urticaceae |
|  |            |

|  | Cannabaceae                                             |
|  |                                                         |
|  | \| \| Moraceae \| \| \| \| \| \| Urticaceae \| \| \| \| |
|  |                                                         |
|  | Moraceae                                                |
|  |                                                         |
|  | Urticaceae                                              |
|  |                                                         |

|  | Moraceae   |
|  |            |
|  | Urticaceae |
|  |            |

|  | Elaeagnaceae                                                 |
|  |                                                              |
|  | \| \| Barbeyaceae \| \| \| \| \| \| Dirachmaceae \| \| \| \| |
|  |                                                              |
|  | Barbeyaceae                                                  |
|  |                                                              |
|  | Dirachmaceae                                                 |
|  |                                                              |

|  | Barbeyaceae  |
|  |              |
|  | Dirachmaceae |
|  |              |

|  | Elaeagnaceae                                                 |
|  |                                                              |
|  | \| \| Barbeyaceae \| \| \| \| \| \| Dirachmaceae \| \| \| \| |
|  |                                                              |
|  | Barbeyaceae                                                  |
|  |                                                              |
|  | Dirachmaceae                                                 |
|  |                                                              |

|  | Barbeyaceae  |
|  |              |
|  | Dirachmaceae |
|  |              |

|  | Cannabaceae                                             |
|  |                                                         |
|  | \| \| Moraceae \| \| \| \| \| \| Urticaceae \| \| \| \| |
|  |                                                         |
|  | Moraceae                                                |
|  |                                                         |
|  | Urticaceae                                              |
|  |                                                         |

|  | Moraceae   |
|  |            |
|  | Urticaceae |
|  |            |

|  | Cannabaceae                                             |
|  |                                                         |
|  | \| \| Moraceae \| \| \| \| \| \| Urticaceae \| \| \| \| |
|  |                                                         |
|  | Moraceae                                                |
|  |                                                         |
|  | Urticaceae                                              |
|  |                                                         |

|  | Moraceae   |
|  |            |
|  | Urticaceae |
|  |            |

|  | Elaeagnaceae                                                 |
|  |                                                              |
|  | \| \| Barbeyaceae \| \| \| \| \| \| Dirachmaceae \| \| \| \| |
|  |                                                              |
|  | Barbeyaceae                                                  |
|  |                                                              |
|  | Dirachmaceae                                                 |
|  |                                                              |

|  | Barbeyaceae  |
|  |              |
|  | Dirachmaceae |
|  |              |

|  | Elaeagnaceae                                                 |
|  |                                                              |
|  | \| \| Barbeyaceae \| \| \| \| \| \| Dirachmaceae \| \| \| \| |
|  |                                                              |
|  | Barbeyaceae                                                  |
|  |                                                              |
|  | Dirachmaceae                                                 |
|  |                                                              |

|  | Barbeyaceae  |
|  |              |
|  | Dirachmaceae |
|  |              |

|  | Cannabaceae                                             |
|  |                                                         |
|  | \| \| Moraceae \| \| \| \| \| \| Urticaceae \| \| \| \| |
|  |                                                         |
|  | Moraceae                                                |
|  |                                                         |
|  | Urticaceae                                              |
|  |                                                         |

|  | Moraceae   |
|  |            |
|  | Urticaceae |
|  |            |

|  | Cannabaceae                                             |
|  |                                                         |
|  | \| \| Moraceae \| \| \| \| \| \| Urticaceae \| \| \| \| |
|  |                                                         |
|  | Moraceae                                                |
|  |                                                         |
|  | Urticaceae                                              |
|  |                                                         |

|  | Moraceae   |
|  |            |
|  | Urticaceae |
|  |            |